# 岡崎玲子
岡崎 玲子（おかざき れいこ、1985年（昭和60年） - ）は、ビクトリア州（オーストラリア）の法廷弁護士、日本の著作家。
著作にアメリカの名門私立高校への留学体験を綴った「レイコ@チョート校－アメリカ東部名門プレップスクールの16歳」、米同時多発テロ事件とその後のアメリカ国内の情勢、留学先での討論や活動などを描写した「9・11ジェネレーション－米国留学中の女子高生が学んだ『戦争』」、マサチューセッツ工科大学（MIT）教授で言語学の権威ノーム・チョムスキーへのインタビューを軸とした「チョムスキー、民意と人権を語る―レイコ突撃インタビュー 」（いずれも集英社新書）などがある。また、「9・11ジェネレーション」で2004年度「黒田清JCJ新人賞」を受賞している。

## 来歴
兵庫県に生まれ。3歳半から8歳までカリフォルニア州アナハイムに在住。その後、中国の広州で生活する。浜松市の小学校で6年生の時、当時史上最年少で英検1級を取得。公立中学校1年生時には、TOEFL670点、TOEIC975点を記録する。また、国連英検特A級も後に獲得。
2000年（平成12年）には、アメリカ・コネチカット州ウォーリングフォード市にある寄宿制私立高等学校、チョート・ローズマリー・ホール校に奨学金付きで合格。この高校はジョン・F・ケネディ元大統領など各界の著名人を輩出した。そして現地での留学生活を寮生として始める。2000年（平成12年）の冬、帰国中に留学先における体験を綴った作品の出版を企画。多くの出版社に企画書を送りそれが集英社新書として発刊。これが処女作「レイコ＠チョート校」である。彼女の通っていたチョート校では、学力だけではなく人間性の育成を重視したトータル教育によって人材を育んでいる。
2003年（平成15年）6月に同校を卒業後、早稲田大学法学部に入学。同校卒業後に米国の弁護士資格取得を目指しカリフォルニア大学ロサンゼルス校(UCLA)の法科大学院（1年制）へ進学し、法学修士を取得。ニューヨーク州の司法試験に合格し、暫くはニューヨークで弁護士をしていたが、現在はオーストラリアのビクトリア州に転居し、法廷弁護士として活動している。

## 著書
- 『レイコ＠チョート校』集英社新書 2001年
- 『9・11ジェネレーション－米国留学中の女子高生が学んだ『戦争』』集英社新書 2004年

## 共著
- 『チョムスキー、民意と人権を語る―レイコ突撃インタビュー』集英社新書、2005（チョムスキーとの対談とエッセイ）
- 『人権と国家――世界の本質をめぐる考察』（スラヴォイ・ジジェクとの対談とエッセイ）集英社新書、2006

## 翻訳
- ソニア・シャー『「石油の呪縛」と人類』集英社新書、2007
- ノーム・チョムスキー『すばらしきアメリカ帝国』集英社、2008
- アーニー・ガンダーセン『福島第一原発――真相と展望』集英社新書、2012年
- ミチコ・カクタニ『真実の終わり』集英社、2019年